# Herb gminy Ciepłowody
Herb gminy Ciepłowody – symbol gminy Ciepłowody, ustanowiony 29 czerwca 1999.

## Wygląd i symbolika
Herb przedstawia na tarczy dzielonej w pas w polu górnym złotym czarnego kroczącego tura, natomiast w polu dolnym srebrną linię falistą w pas na zielonym tle, symbolizujący wodę. 